# Ледяная дева (балет)
Ледяная дева — балет, поставленный Фёдором Лопуховым, главным балетмейстером ленинградского Государственного театра оперы и балета в 1927 году на музыку Эдварда Грига в обработке Б. Асафьева и А. Гаука.

## История постановок
В 1920-х годах балетное искусство переживало трудный период поиска новых форм выразительности. Кризисные тенденции в развитии этого вида искусства, достигшего в симфонических балетах поставленных М. Петипа вершин жанра, наметились ещё в начале XX века, что проявилось в творческих поисках М. Фокина и А. Горского. В этих поисках существенную роль играли публика, критика и руководство Императорских театров. Ситуация значительно осложнилась после Октябрьской революции: она была политизирована, раздавались требования полной ликвидации этого вида искусства, как аристократического. Театральная критика приняла острые формы. Проблема поиска новых форм и содержания стала вопросом выживания. Фёдор Лопухов делал разнообразные попытки найти новый путь развития, которые часто отвергались публикой и критикой, как это было со спектаклями «Величие мироздания» и «Красный вихрь». В спектакле «Ледяная дева» балетмейстер возвращается к традиционному для старого балета сказочному сюжету, классической музыке, существенно обновив хореографию и углубив содержание.
Как вспоминал Б. Асафьев, идея создания балета была высказана художником Александром Головиным. В 1917 году балетмейстером Борисом Романовым, сценаристами Петром Потёмкиным и Анатолием Шайкевичем был создан сценарий и подобрана музыка из произведений Грига, которая была обработана Асафьевым. Романов в 1920 году эмигрировал и постановка балета была завершена П. Н. Петровым под названием «Сольвейг», декорации к нему были созданы Головиным. Премьера состоялась 24 сентября 1922 года, дирижировал Владимир Дранишников. Роли исполняли: Сольвейг, ледяная дева — Э. И. Вилль, Ганс — М. А. Дудко, Озе, лесная дева, повелительница гор — О. М. Яковлева, Птица — Г. И. Большакова.
В 1927 году Игорем Стравинским была написана музыка для балета «Поцелуй феи», в котором использовались аналогичные мотивы сказок Андерсена.
К спектаклю 1927 года Лопухов создал новый сценарий, в котором также, как и Стравинский, использовал сказки Андесена, музыка Грига была перемонтирована дирижёрами театра Б. Асафьевым и А. Гауком, без изменения остались декорации 1922 года. В премьерной постановке роли исполняли:
- Асак — Пётр Гусев (позднее А. И. Пушкин, Б. В. Шавров),
- Ледяная дева-Сольвейг — Ольга Мунгалова (позднее Нина Железнова, Галина Уланова),
- Зимняя Птица — Алексей Ермолаев (позднее Николай Зубковский, Семён Каплан).
- Дружко — Андрей Лопухов (позднее Александр Бочаров),
- Отец Асака — Леонид Леонтьев.

Спектакль имел успех у зрителей, которые стремились к красивому зрелищу. Сказочный сюжет на народной крестьянской почве не вызывал протеста со стороны ориентированной на «классовый подход» критики. Был сделан определённый шаг в развитии драматургического содержания балета. Спектакль занял своё место в репертуаре советских балетных коллективов.
Следующая значительная постановка осуществлена 25 декабря 1952 года на сцене ленинградского Малого театра приглашенным балетмейстером Л. В. Якобсоном под названием «Сольвейг». Сценарий был значительно переработан, главный герой получил имя Олаф, партии Сольвейг и Ледяной девы разделены. Дирижёр Е. М. Корнблит создал новую музыкальную редакцию на основе редакции Б. Асафьева. Художник Валентина Ходасевич. Основной идеей спектакля было противопоставление простой жизни селян и иллюзий волшебного мира. Спектакль имел долгую сценическую судьбу. Роли исполняли: Сольвейг — В. М. Станкевич (позднее Л. В. Филина, Н. С. Янанис, М. П. Мазун, В. С. Муханова, Л. Н. Сафронова), Властительница ледяного царства — М. Б. Даровская (позднее Л. П. Камилова, Г. Н. Пирожная), Олаф — Н. Л. Морозов (позднее Ю. П. Литвиненко, В. В. Долгалло, А. С. Хамзин), Дружко — В. М. Тулубьев Подружка — Р.С Шевченко, Сваха — Н. Н. Латонина, Сват — Н. Н. Филипповский.
Из других значимых постановок указывают на восстановление в собственной интерпретации балета, осуществленную 29 декабря 1964 года первым исполнителем роли Асака Павлом Гусевым на сцене Новосибирского театра оперы и балета, ассистентами балетмейстера были Н. А. Долгушин, Г. П. Янсон, О. Покровский, художник — В. Я. Левенталь, дирижёр Б. Е. Грузин; Ледяная дева — М. П. Окатова (позднее Ф. Г. Кайдани, Сольвейг — Н. Д. Александрова, Асак — Янсон, Зимняя птица — Н. И. Тагунов (позднее И. П. Кузьмин) Дружко — В. Федянин. Олаф — Ю. В. Гребцов
Зрелищная привлекательность спектакля связана в известной мере с технически сложной, имеющей элементы акробатики, партии Ледяной девы. Адажио Ледяной девы и Асака из первого акта, а также вариации Зимней Птицы часто исполнялись как концертные номера.
Так, например, адажио Ледяной девы и Асаака, восстановленное П. Гусевым по Ф.Лопухову в исполнении Аллы Осипенко и Игоря Чернышёва, было показано в 1966 году на концерте в честь Ф. Лопухова. В 1974 году этот номер был снят в исполнении Аллы Осипенко с новым партнером Джоном Марковским для фильма «Хореографическая поэма», посвященного творчеству этой балерины.

## Сюжет

### Пролог
У подножья засохшего дерева старик рассказывает детям сказку. В ветвях дерева, изогнувшись в кольцо, стоит Ледяная дева.

### Первое действие
Картина зимнего леса. Гномы, кобольды, девы леса везут в санях Зиму. С плясками и песнями процессия удаляется в лес. Появляется усталый Асак. Перед ним как видение возникает Ледяная дева. Он очарован её красотой, но видения множатся лесные девы, птицы, двойники. Ледяная дева манит Асака, но внезапно исчезает.
Весна. В лесу Асак встречает девушку Сольвейг, похожую на Ледяную деву. Он очарован ей и выражает свою любовь.

### Второе действие
В горной норвежской деревушке Асак и Сольвейг празднуют свою свадьбу. Жители танцуют, а вечером затевают прыжки через горящие бочки. Сольвейг во время прыжка испаряется белым облачком и исчезает. Асаак напрасно ищет свою невесту в лесу.

### Третье действие
Опять зима. Асак ищет свою невесту в лесу. Метель и вихри закружили Асака, они влекут его к замерзшему дереву, где он замерзает.

### Эпилог
Старик заканчивает сказку. На заднем плане, как видение замерзшее дерево, под ним Асак, а в ветвях Ледяная дева.

## Музыка
Собирая музыку из отдельных кусочков Асафьев рисковал получить мозаичную картину. Чтобы избежать этого он тщательно продумывал связь музыки с действием, превращая её в сюиту, отслеживающую обстоятельства действия. Для большей цельности каждый акт завершался целой пьесой.

### Пролог
Песня Сольвейг

### Первый акт
Под музыку Шествия гномов (op.54 № 3) и других пьес Грига по сцене проходят враждебные человеку существа; гномы, кобальты, тролли. Картины зимней природы суровой, величественной и прекрасной разворачиваются в танцах снежинок, ледяных и лунных дев, ледяных юношей. Здесь использованы: Ноктюрн (op.54 № 4), Скерцино (op.28 № 3), пьеса «В горах» из сюиты «Народная жизнь» (op.19 № 1). Для танца Ледяной девы использован «Менуэт» из фортепьянной сюиты e-moll. Для танца Зимней птицы «Птичка» (op. 43 № 4). Музыка «Рассвет» из «Пер-Гюнта» сопровождает приход весны. Прилёт перелетных птиц Вальс-каприс (щз.37 № 2) в сопровождении хора.
Завершается Акт встречей Асака с Сольвейг (поэма «Эрос» — op.43 № 5).

### Второй акт
Второй акт изображающий сельскую свадьбу использует музыку Грига, основанную на фольклоре Свадебный день в Трольдхаугене (op.65 № 6), Норвежские танцы (op.35 № 1,2,3)

### Третий акт
Снова зимний лес Интермеццо (op.56 № 2) Вальс-каприс (op.37 № 1) оркестрован в приглушенных тонах. Завершается акт «Буря» из «Пер-Гюнта».

### Эпилог
Песня Сольвейг